# Väring
Väring is een plaats in de gemeente Skövde in het landschap Västergötland en de provincie Västra Götalands län in Zweden. De plaats heeft 534 inwoners (2005) en een oppervlakte van 66 hectare.

## Verkeer en vervoer
Bij de plaats loopt de Länsväg 200.
De plaats had een station aan de nog bestaande spoorlijn Stockholm - Göteborg.